# Robleda-Cervantes
Robleda-Cervantes est une municipalité espagnole de la communauté autonome de Castille-et-León et de la province de Zamora. En 2021, elle compte 404 habitants.